# Boban Babunski
Boban Babunski  (mak. Бобан Бабунски) (Skoplje, 5. svibnja 1968.) je bio nogometni jugoslavenski i makedonski reprezentativac i izbornik makedonske reprezentacije. Igrao je na poziciji igrača sredine terena.

## Igračka karijera

### Klupska karijera
Afirmirao se u dresu skopskog Vardara (1985. – 1992.). Nastupao i za  bugarski CSKA iz Sofije (1992. – 94.), španjolsku Lleidu (1994. – 97.), japansku ekipu Gamba Osaka (1997. – 98.), grčki AEK iz Atene (1998-99), španjolski Logroñés (1999. – 2000.) i njemački Chemnitzer (2000. – 01.). Karijeru završio u skopskom Rabotničkom (2001.).

### Reprezentativna karijera
Iako je bio standardan član omladinske selekcije, na Svjetskom prvenstvu 1987. u Čile u, kada je Jugoslavija postala prvak svijeta, nije putovao zbog spora s klubom. Odigrao je dvije utakmice za jugoslavensku reprezentaciju. Debitirao je 4. rujna 1991. u prijateljskoj utakmici protiv Švedske (3:4) u Stockholmu, a igrao je i 30. listopada 1991. u također prijateljskoj utakmici protiv Brazila (1:3) u Varginhi.
Nakon osamostaljenja Makedonije, odigrao je 23 susreta i postigao jedan gol za makedonsku reprezentaciju.

## Trenerska karijera
Po prestanku igračke karijere bio je pomoćnik izborniku Slobodanu Santraču na klupi makedonske reprezentacije 2005. godine, dok je 2006. šest mjeseci samostalno obavljao dužnost izbornika.

## Vanjske poveznice
- National-Football-Teams.com
- BDFutbol.com